# نير (يزد)
نير (بالفارسية: نیر) هي مدينة تقع في إيران في Nir District. يقدر عدد سكانها بـ 1,567 نسمة .